# 石田晴香
石田晴香（1993年12月2日—），日本女藝人、聲優，前日本女子偶像團體AKB48成員，於2016年6月5日畢業；埼玉縣出生，隸屬 Horipro經紀公司。

## 經歷

### AKB48
2007年因仰慕AKB48核心成員前田敦子，報名參加AKB48第二屆研究生甄選會並通過，成為AKB48的第5期研究生。當時為AKB48尚未爆紅的時期，第10張單曲《大聲鑽石》亦還未發行。2009年8月23日，在「AKB48 ～AKB104 選拔成員組閣祭～」演唱會上，AKB48劇場經理戶賀崎智信宣布石田將於同年10月晉升至Team B。不過，由於晉升延期，她在2010年5月才正式成為Team B的成員。換言之，石田的研究生時期約長達2年8個月，為當時最遲晉升的正式成員。她首次作為Team B成員參與的劇場公演於5月21日舉行，使用曲目為「劇場的女神」（B5）。
2010年6月在舉辦的AKB48第二屆選拔總選舉中取得3235票登上第27名，加入AKB48以來首次在總選舉中得以進入圈內，參與演唱AKB48第17張單曲的B面曲《淚之Sea Saw Game》。
2014年2月24日，在「AKB48團隊大組閣祭」上宣布石田調動至Team K，4月24日才開始以Team K成員參與劇場公演。
2016年3月30日，於AKB48劇場Team K昼公演上發表畢業宣言；至4月29日AKB48官方博客發表畢業公演於5月17日舉行，並在6月5日正式完結所有AKB48有關的活動。

### 選拔
2010年9月21日，AKB48初次舉辦以猜拳形式決定選拔成員的活動——AKB48第19張單曲選拔猜拳大會。石田一路過關斬將，順利進入決賽，對上內田真由美。雖然最後輸給內田，但取得第2名的石田亦能夠在第19張單曲《機會的順序》中初次進入選拔組。不過，她截至2013年未再成為任何一張單曲的選拔成員，在第二屆和第三屆選拔猜拳大會亦未打進頭16名。
2011年10月，傳出將會製作首部以AKB48為主題的電視動畫《AKB0048》的消息，其中為九名主要角色配音的聲優將會從AKB48、SKE48、NMB48和HKT48中選出。12月13日，製作方為此舉辦聲優選拔。志願成為聲優的石田跟渡邊麻友、岩田華怜等九名成員獲選。她在《AKB0048》中聲演的角色是「東雲彼方」。這九名成員其後組成聲優組合「NO NAME」，為《AKB0048》演唱了片頭曲《關於希望》（希望について）和片尾曲《夢將不斷重生》（夢は何度も生まれ変わる）。這兩首歌曲收錄在NO NAME的第1張單曲《關於希望》中。其後第二季《AKB0048 Next Stage》於2013年播出，新主題曲《將淚水獻給你》（この涙を君に捧ぐ）成為她們的第2張單曲。這兩張單曲在Oricon公信榜上分別取得第3名和第2名。隨着動畫結束，以及部分成員從48集團畢業離隊，NO NAME亦名存實亡。
2012年3月4日，因為石田在Google+上亦相當活躍，AKB48總製作人秋元康宣布以在Google+上的活躍程度為選拔基準的「Google+選拔」（ぐぐたす選抜）。石田獲選為這16名選拔成員的中央成員（center），讓她得以首次擔任center。「Google+選拔」能夠參與演唱Google「Galaxy Nexus」的廣告歌曲《Google+的天空》（ぐぐたすの空）。這首歌收錄在AKB48第26張單曲《仲夏的Sounds good!》的Type-B內。

### NICONICO相關
石田十分喜愛视频弹幕网站NICONICO動畫，故有不少跟NICONICO動畫相關的工作。例如她曾在NICONICO生放送（ニコニコ生放送）上有固定的直播節目。在NICONICO生放送和東京電視台合作的綜藝節目《DREAM CREATOR》（ドリームクリエイター）中，她亦跟田村淳（倫敦靴子一號二號）和網上藝人百花繚亂一起擔任主持。
另外，著名VOCALOID歌曲《千本櫻》被改編成為舞台劇，於2013年3月公演。其中石田飾演女主角「初音未來」，另一名AKB48成員市川美織亦飾演「鏡音鈴」一角，兩人都是初次參演舞台劇。喜愛NICONICO動畫的石田獲知消息後十分高興，表示「《千本櫻》是我最喜歡的歌」，「能夠參與《千本櫻》真是非常高興」。然而，起用AKB48成員卻引起NICONICO動畫愛好者的強烈反彈，指「不想二次元跟三次元放在一起」、「《千本櫻》並不是AKB能唱的歌曲」等等。

## 人物
石田晴香的自我介紹詞（catch phrase）是「Haru CAN 『Do it』」。在AKB48中，跟同是Team B的藤江麗奈關係十分好，石田稱呼藤江為「老婆」（嫁），藤江則稱呼石田為「老公」（旦那）。另外跟田名部生來在同一天生日。
在AKB48以外，石田是個NICONICO動畫愛好者（ニコ厨），例如曾在首次出演《DREAM CREATOR》時正確回答多條有關NICONICO動畫的困難問題。此外，十分喜歡動漫，因希望從事跟動畫相關的工作，故志願當上聲優。

## 歌曲

### AKB48名義

#### 單曲CD
|      | 發行日期       | 單曲名稱           | 參與歌曲名稱            | 名義            | 備註   |
| ---- | -------------- | ------------------ | ----------------------- | --------------- | ------ |
| 10th | 2008年10月22日 | 大声钻石           | 大声钻石（研究生 ver.） | 研究生          |        |
| 14th | 2009年10月21日 | RIVER              | 因為喜歡你              | Under Girls     |        |
| 16th | 2010年5月26日  | 馬尾與髮圈         | 我的YELL                | Theater Girls   |        |
| 17th | 2010年8月18日  | 無限重播           | 淚之Sea Saw Game        | Under Girls     |        |
| 17th | 2010年8月18日  | 無限重播           | 蔬菜姊妹                | 蔬菜姊妹        |        |
| 18th | 2010年10月27日 | Beginner           | 專屬於我的Value         | Under Girls     |        |
| 19th | 2010年12月8日  | 機會的順序         | 機會的順序              |                 | A面曲  |
| 19th | 2010年12月8日  | 機會的順序         | 愛的跳躍                | Team B          |        |
| 20th | 2011年2月16日  | 變成櫻花樹         | 偶然的十字路            | Under Girls     |        |
| 21st | 2011年5月25日  | Everyday、髮箍     | 人的力量                | Under Girls     |        |
| 23rd | 2011年10月26日 | 風正在吹           | 你的背影                | Under Girls     |        |
| 24th | 2011年12月7日  | 崇尚麻里子         | 暱稱Fantasy             | Team B          |        |
| 25th | 2012年2月15日  | GIVE ME FIVE!      | 如果是榮格或佛洛伊德    | Special Girls C |        |
| 26th | 2012年5月23日  | 仲夏的Sounds good! | Google+的天空           |                 | Center |
| 27th | 2012年8月29日  | 格子花紋           | Show fight!             | Future Girls    |        |
| 28th | 2012年10月31日 | UZA                | 不是正義使者的英雄      | Team B          |        |
| 29th | 2012年12月5日  | 永遠的壓力         | 我們的Reason            |                 |        |
| 30th | 2013年2月20日  | So long!           | 在哪裡踩到狗屎了嗎？    | Team B          |        |
| 31st | 2013年5月22日  | 再見自由式         | 浪漫手槍                | Team B          |        |
| 32nd | 2013年8月21日  | 戀愛的幸運餅乾     | 這一次一定要心醉神迷    | Next Girl       |        |
| 33rd | 2013年10月30日 | 真心電流           | Tiny T-shirt            | Team B          |        |
| 35th | 2014年2月26日  | 勇往直前           | 戀愛什麼的              |                 |        |
| 36th | 2014年5月21日  | 拉布拉多獵犬       | 心愛的對手              | Team K          |        |
| 37th | 2014年8月27日  | 心意告示牌         | 個性差的女生            | Future Girls    |        |
| 38th | 2014年11月26日 | 希望無限           | 第一次兜風              | Team K          |        |
| 38th | 2014年11月26日 | 希望無限           | 我想歌唱                | 嘉德麗亞蘭組    |        |
| 38th | 2014年11月26日 | 希望無限           | Reborn                  | Team Surprise   |        |
| 41st | 2015年8月26日  | Halloween Night    | 只有你籠罩秋色          | Upcoming Girls  |        |
| 42nd | 2015年12月9日  | 紅唇Be My Baby     | 姊姊的自言自語          | Team K          |        |
| 44th | 2016年6月1日   | 不需要翅膀         | 哀愁小號手              | Team K          |        |

#### 專輯CD
|     | 發行日期       | 專輯名稱                     | 參與歌曲名稱      | 名義                    | 備註 |
| --- | -------------- | ---------------------------- | ----------------- | ----------------------- | ---- |
| 2nd | 2010年4月7日   | 神曲集                       | 你與彩虹與太陽    |                         |      |
| 3rd | 2011年6月8日   | 就是在這裡                   | 恋爱马戏团        | Team B                  |      |
| 3rd | 2011年6月8日   | 就是在這裡                   | 就是在這裡        | AKB48+SKE48+SDN48+NMB48 |      |
| 4th | 2012年8月15日  | 1830m                        | 不算              | Team B                  |      |
| 4th | 2012年8月15日  | 1830m                        | 肚子咕咕叫        |                         |      |
| 4th | 2012年8月15日  | 1830m                        | 藍天 不會寂寞嗎？ | AKB48+SKE48+NMB48+HKT48 |      |
| 5th | 2014年1月22日  | 未來軌跡                     | 悲伤的近距离恋爱  | Team B                  |      |
| 6th | 2015年1月21日  | 這裡是羅德斯島、在這裡跳吧！ | Conveyor          | Team K                  |      |
| 7th | 2015年11月18日 | 0與1之間                     | 爱的使者          | Team K                  |      |

#### NO NAME
|     | 發行日期      | 單曲名稱     | 最高週榜排名 | 備註 |
| --- | ------------- | ------------ | ------------ | ---- |
| 1st | 2012年8月1日  | 關於希望     | 3            |      |
| 2nd | 2013年4月10日 | 將淚水獻給你 | 2            |      |

#### 劇場公演分組曲
- Team B 3rd Stage「睡衣兜風」：《天使的尾巴》（天使のしっぽ）
- Team A 4th Stage「正在戀愛中」復活公演：《7點12分的初戀》（7時12分の初恋）
- 研究生「正在戀愛中」：《7點12分的初戀》、《Faint》
- Team A 5th Stage「戀愛禁止條例」：《黑色天使》（黒い天使）、《傲嬌女生》（ツンデレ!）
- 研究生「偶像的黎明」：《天國小子》（天国野郎）
- Team B 4th Stage「偶像的黎明」：《單戀對角線》（片思いの対角線）、《天國小子》
- Team K 5th Stage「引體後翻」：《愛之色》（愛の色）
- 劇場G-Rosso「不要讓夢想死去」：《Bye Bye Bye》
- Team B 5th Stage「劇場的女神」：《男更衣室》（ロッカールームボーイ）[23]、《你好 我的初戀》（初恋よ こんにちは）
- 梅田Team B Waiting公演：《對不起 我的寶石》（ごめんね ジュエル）[24]、《你的B面曲》（君のc/w）
- Team K「RESET」公演：《心端的沙發》（心の端のソファー）
- 田原總一朗 「怎麼辦？！怎麼做？！AKB48」公演：《Bye Bye Bye》
- Team K 「最終鐘聲鳴響」公演：《對不起 我的寶石》、《22人姐妹之歌》（22人姉妹の歌）、《初戀小偷》（初恋泥棒）

### 角色歌曲
| 發行日期 | 商品名稱 | 演唱名義                                                                                       | 參與歌曲名稱                         | 備註                                 |
| 2017年   | 2017年 | 2017年                                                                                         | 2017年                               | 2017年                               |
| -------- | --- | ---------------------------------------------------------------------------------------------- | ------------------------------------ | ------------------------------------ |
| 8月2日   | |                                                                                                |                                      | 電視動畫《動作女英雄啦啦水果》主題曲 |
| 9月6日   | | 青山勇氣（石田晴香）                                                                           |                                      | 電視動畫《動作女英雄啦啦水果》插曲   |
| 9月6日   | featuring 青山勇氣（石田晴香）、綠川末那（廣瀨有紀）、紫村果音（白石晴香）                                           |                                                                                                | 電視動畫《動作女英雄啦啦水果》片尾曲 |                                      |
| 9月27日  | | featuring 綠川末那（廣瀨有紀）、赤來杏（伊藤美來）、青山勇氣（石田晴香）、桃井初莉（豐田萌繪） | 電視動畫《動作女英雄啦啦水果》片尾曲 |                                      |
| 10月18日 | | featuring 青山勇氣（石田晴香）、城根御前（M·A·O）、桃井初莉（豐田萌繪）                        | 電視動畫《動作女英雄啦啦水果》片尾曲 |                                      |
| 10月18日 | featuring 赤來杏（伊藤美來）、黄瀬美甘（山崎惠理）、綠川末那（廣瀨有紀）、青山勇氣（石田晴香）、桃井初莉（豐田萌繪） |                                                                                                | 電視動畫《動作女英雄啦啦水果》片尾曲 |                                      |
| 10月18日 | |                                                                                                | 電視動畫《動作女英雄啦啦水果》片尾曲 |                                      |
| 10月18日 | 青山勇氣・青山元氣（石田晴香）                                                                                       |                                                                                                | 電視動畫《動作女英雄啦啦水果》插曲   |                                      |
| 11月8日  | |                                                                                                | 電視動畫《動作女英雄啦啦水果》插曲   | LOVE DIVE                            |
| 2018年   | |                                                                                                |                                      |                                      |
| 2月28日  | Wonderland Wars Cast Song                                                                                            | （石田晴香）                                                                                   | splash my melody                     | 電玩遊戲《Wonderland Wars》關連曲    |

## 演出

### 電視劇
- 《馬路須加學園》第11話、最後一集（2010年3月19日、26日，東京电视台）：飾演 （Haruka）
- 《馬路須加學園2》最後一集（2011年7月1日，東京电视台）：飾演 （Haruka）
- 《環境超人》（2012年1月13日，Kids Station）：飾演
- 《So long!》（2013年2月13日，日本電視台）

### 綜藝節目
- 《AKB0時59分！》（2008年8月25日－9月22日，日本电视台）
- 《AKBINGO!》（2008年10月－，日本电视台）
- 《周刊AKB》（2010年3月19日－2012年11月30日，東京電視台）
- 《AKB48神TV》（Family劇場（日语：ファミリー劇場））
  - 〜分組對抗!春季保齡球大賽〜（2010年4月30日）
  - Season14（2014年3月16日）
- 《有吉AKB共和國》（2010年7月26日－，TBS）
- 《全員大風吹》（2010年11月29日，TBS）
- 《AKB-級美食家運動場》（2010年8月1日，食と旅のフーディーズTV）
- 《原來如此！高校》（2011年9月15日・10月13日、2012年1月19日，日本電視台）
- 《AKB48短劇「微妙〜」》（2011年10月6日－2012年2月16日，光TV（日语：ひかりTV））
- 《DREAM CREATOR（日语：ドリームクリエイター）》（2011年12月22日－2012年3月22日、2012年7月－2013年9月25日，東京電視台）：常規成員、主持
- 《カレー番長が行く！（日语：カレー番長が行く！）》（2012年4月1日，富士電視台ONE（日语：フジテレビONE））
- 《AKB48的你是誰？》（2012年4月4日－，NOTTV）
- 《微妙～的門 AKB48的真格挑戰》（2012年11月2日，光TV）
- 《Halftime（日语：ハーフタイム (テレビ番組)）》（2013年4月11日－9月26日，TOKYO MX）：隔週四採訪員
- 《週六夜兒童機器》（2013年4月13日－6月29日，日本電視台）
- 《AKB48短劇「何もそこまで…」（日语：AKB48コント「何もそこまで…」）》（2013年7月26日－2014年3月21日，光TV）
- 《全力!ネットユーザーつくり場〜集まれ!ドリームクリエイター〜（日语：全力!ネットユーザーつくり場〜集まれ!ドリームクリエイター〜）》（2013年10月6日－2014年3月30日，東京電視台）：主持
- 《クイズ30〜団結せよ!〜（日语：クイズ30〜団結せよ!〜）》（2014年6月1日、9月14日，富士電視台）
- 《ありがとッ!（日语：ありがとッ!）》（2015年3月30日，tvk）
- 《真麻の部屋へようこそ！（日语：真麻の部屋へようこそ！）》（2015年10月24日、31日，NOTTV）
- 《勇者ああああ〜ゲーム知識ゼロでもなんとなく見られるゲーム番組〜（日语：勇者ああああ）》（2017年4月13日，東京電視台）：暫定玩家
- 《あにレコTV（日语：あにレコTV）》（2017年12月18日、25日，東京電視台）：主持
- 《水曜夜のエンターテイメントバトル エンタX（日语：水曜夜のエンターテイメントバトル エンタX）》（2018年1月10日－31日 ，東京電視台）：客席評審

### 電台節目
- ON8「柱NIGHT! with AKB48」（日语：ON8+1）（2010年3月1日－不定期出演，bayfm）
- AKB48の全力で聴かなきゃダメじゃん!!（日语：AKB48の全力で聴かなきゃダメじゃん!!）（2010年7月7日－2011年5月11日，STAR digio（日语：スターデジオ））：與大家志津香、田名部生来、松井咲子共演
- 夕やけ寺ちゃん 活動中（日语：夕やけ寺ちゃん 活動中）（2011年5月11日，文化放送）：與宮崎美穗共演
- 〜IDOL SHOWCASE〜 i-BAN!!（日语：〜IDOL SHOWCASE〜 i-BAN!!）（2011年12月4日，FM NACK5）
- AKB48のオールナイトニッポン（日语：AKB48のオールナイトニッポン）（2012年1月13日－不定期出演，Nippon放送）
- リッスン? 〜Live 4 Life〜（日语：リッスン? 〜Live 4 Life〜）（2013年2月26日，文化放送）
- ゴチャ・まぜっ!火曜日（日语：ゴチャ・まぜっ!火曜日 (2011年から2014年まで)）（2013年4月16日－2014年3月25日，MBS Radio（日语：MBSラジオ））
- （2013年5月6日，FM東京）：首個冠名電台節目[25]
- 剣と魔法のログレス（日语：剣と魔法のログレス)）ラジオ（2015年1月4日－3月29日，文化放送）[26]

### 電視動畫
主要角色以粗體字来顯示。
- 《嘟嘟貓觀察日記》（2012年1月8日，東京電視台）
- 《AKB0048》（2012年4月29日－7月22日）：聲演 東雲彼方、護、播音員、巫女A
- 《AKB0048 Next Stage》（2013年1月5日－3月30日）：聲演 東雲彼方、護
- 《愚者信長》（2014年1月5日－，東京電視台）：聲演 弗拉德三世·比安奇
- 《胖胖褲豬おNEW！》（2015年9月5日，靜岡放送）：聲演 Haruka
- 《猜謎王》（2017年7月4日－，日本電視台）：聲演 保坂
- 《動作女英雄啦啦水果》（2017年7月6日－，TBS電視台）：聲演 青山勇氣、青山元氣[27]
- 《臨死!!江古田（日语：臨死!!江古田ちゃん）》（2019年1月8日，TOKYO MX）：聲演 江古田

### 網絡動畫
- 《地獄ようちえん（日语：地獄ようちえん）》（2013年，Niconico頻道）

### 遊戲
- 《Chevalier Saga Tactics》（2011年，NHN hangame（日语：NHNハンゲーム））：聲演 航海家
- 《恋愛エターナル学園（日语：恋愛エターナル学園）》（2014年，Willo Entertainment（日语：ウィローエンターテイメント））：聲演 香日向慧
- （2014年，Sony Music Entertainment (Japan) Inc.）：聲演
- 《Wonderland Wars》（2015年，SEGA）：聲演 [28]
- 《Bravery Chronicle》（2016年，NHN hangame）：聲演 [29]
- 《新槍彈辯駁V3 大家的自相殘殺新學期》（2017年，Spike Chunsoft）：聲演 入間美兔[30]

### 網上節目
- （2011年5月31日－10月4日，NICONICO動畫）：主持
- （2011年9月16日－，Hangame）
- （2012年7月7日，NICONICO生放送）
- （2012年8月29日，NICONICO生放送）
- （2012年11月27日，AmebaStudio）
- （2012年12月9日，NICONICO生放送）
- （2012年－，AmebaStudio）
- （2012年－，AmebaStudio）：主持
- （2012年－，NICONICO生放送）：主持
- （2014年2月3日－，NICONICO生放送）：主持
- ：飾演 川畑愛可（2013年，YouTube）
- [31] （2014年2月3日－，ニコニコ生放送）：主持
- （2014年3月13日－，不定期出演，NICONICO生放送）
- [32]（2015年3月13日，NICONICO生放送）：主持
- 第4－5、9話：飾演 烏冬店客人（2015年、YouTube）
- （2015年7月2日 - 2016年3月18日、YouTube）
- （2016年3月3日－，NICONICO生放送、AbemaTVFRESH）
- （2017年3月1日－，YouTube）

### 舞台劇
- NICONICO音樂劇《千本櫻》（2013年3月13日－20日、22日－24日，銀座博品館劇場（日语：銀座博品館劇場））：飾演 初音未來
- 朗讀劇（2013年11月19日－20日、22日、天王洲銀河劇場（日语：天王洲銀河劇場））
- 《槍彈辯駁 THE STAGE～希望學園與絕望高中生～》（2014年10月29日－11月3日，日本青年館 大表演廳）：飾演 不二咲千尋（與奧仲麻琴二人演員）
  - 《槍彈辯駁 THE STAGE～希望學園與絕望高中生～ 2016》 （2016年6月16日 - 7月16日、Zepp Blue Theater六本木（日语：Zeppブルーシアター六本木）、東海市藝術劇場（日语：ユウナル東海）大表演廳、Sankei Hall BREEZÉ（日语：ブリーゼタワー）、関内Hall（日语：関内ホール）大表演廳）：飾演 不二咲千尋（與泉貴（THE HOOPERS）、森山千菜美三人演員）
- 音樂朗讀劇（2015年4月9日－10日、草月表演廳（日语：草月ホール））
- 朗讀劇（2015年8月15日 - 23日、全勞濟表演廳／Space Zero（日语：スペース・ゼロ））
- （2016年8月24日 - 28日、CBGKシブゲキ!!（日语：CBGKシブゲキ!!））：飾演 財前瞳
- [33]（2016年10月19日－23日、全勞濟表演廳／Space Zero）：飾演 勝村日向
- 《SAKURA -JAPAN IN THE BOX-》[34]（2016年11月14日－ 、明治座） - 飾演 小雅
- 音樂朗讀劇《Jekyll vs Hyde》[35]（2018年3月21日、TOKYO FM HALL） - 飾演

### 雜誌連載
- [36]（2017年1月1日－2018年3月1日，株式会社あきPro.）